# Міфічний квест
Міфічний Квест (також Міфічний Квест: Бенкет круків у першому сезоні, англ. Mythic Quest: Raven's Banquet) — американський комедійний стрімінґовий телесеріал, в якому знявся Роб МакЕлгенні для Apple TV+. Прем'єра серіалу відбулася 7 лютого 2020 року. Apple TV + поновила серію на другий сезон 18 січня 2020 року, перед початком прем'єри першого сезону. Спецвипуск під назвою «Карантин» вийшов 22 травня 2020 року, а другий спецвипуск «Everlight» вийшов 16 квітня 2021 року напередодні прем'єри другого сезону.
Прем'єра другого дев'ятисерійного сезону має відбутися 7 травня 2021 року.
Альтернативна неофіційна українськомовна назва — «Міфічний квест: Бенкет круків».

## Синопсис
Серіал розповідає про студію відеоігор, яка видає популярне MMORPG під назвою Міфічний квест, яким керує творець ігор Аєн Ґрімм. На початку релізу студія збирається випустити серйозне доповнення гри під назвою Бенкет круків. Креативний директор гри — Аєн Ґрімм, який сперечається з провідним інженером Поппі Лі, керівником відділу монетизації Бредом Бакші та головним сценаристом К. В. Лонґботтомом.

## Список серій
| Сезон       | Епізоди | Епізоди | Оригінальний показ | Оригінальний показ |
| Сезон       | Епізоди | Епізоди | Перший показ       | Останній показ     |
| ----------- | ------- | ------- | ------------------ | ------------------ |
| 1           | 9       | 9       | 7 лютого 2020      | 7 лютого 2020      |
| Спецвипуски | 2       | 2       | 22 травня 2020     | 16 квітня 2021     |
| 2           | 9       | 9       | 7 травня 2021      | 25 червня 2021     |
| 3           | 10      | 10      | 11 листопада 2022  | 6 січня 2023       |